# Campeonato Cearense 1970
In 1970 werd het 56ste Campeonato Cearense gespeeld voor clubs uit Braziliaanse staat Ceará. De competitie werd georganiseerd door de FCF en werd gespeeld van 4 maart tot 27 oktober. Er werden drie toernooien gespeeld. De drie groepswinnaars speelden een finale groep, die Ferroviário won. 

## Eerste toernooi
| Plaats | Club              | Wed. | W | G | V | Saldo | Ptn. |
| ------ | ----------------- | ---- | - | - | - | ----- | ---- |
| 1.     | Guarany de Sobral | 7    | 4 | 3 | 0 | 21:13 | 11   |
| 2.     | Ceará             | 7    | 4 | 1 | 2 | 10:6  | 9    |
| 3.     | Ferroviário       | 7    | 3 | 3 | 1 | 12:4  | 9    |
| 4.     | Quixadá           | 7    | 3 | 3 | 1 | 9:7   | 9    |
| 5.     | Fortaleza         | 7    | 3 | 2 | 2 | 13:6  | 8    |
| 6.     | Calouros do Ar    | 7    | 1 | 3 | 3 | 10:14 | 5    |
| 7.     | Tiradentes        | 7    | 1 | 1 | 5 | 6:17  | 3    |
| 8.     | América           | 7    | 1 | 0 | 6 | 4:18  | 2    |

|  | Geplaatst voor finaleronde |

## Tweede toernooi
| Plaats | Club              | Wed. | W | G | V | Saldo | Ptn. |
| ------ | ----------------- | ---- | - | - | - | ----- | ---- |
| 1.     | Ferroviário       | 7    | 7 | 0 | 0 | 20:3  | 14   |
| 2.     | Ceará             | 7    | 6 | 0 | 1 | 16:7  | 12   |
| 3.     | Fortaleza         | 7    | 4 | 1 | 2 | 18:5  | 9    |
| 4.     | Guarany de Sobral | 7    | 3 | 1 | 3 | 8:13  | 7    |
| 5.     | Calouros do Ar    | 7    | 2 | 1 | 4 | 12:12 | 5    |
| 6.     | Tiradentes        | 7    | 2 | 1 | 4 | 8:16  | 5    |
| 7.     | Quixadá           | 7    | 1 | 0 | 6 | 10:19 | 2    |
| 8.     | América           | 7    | 1 | 0 | 6 | 10:27 | 2    |

|  | Geplaatst voor finaleronde |

## Derde toernooi
| Plaats | Club              | Wed. | W | G | V | Saldo | Ptn. |
| ------ | ----------------- | ---- | - | - | - | ----- | ---- |
| 1.     | Ceará             | 7    | 5 | 1 | 1 | 16:9  | 11   |
| 2.     | Fortaleza         | 7    | 4 | 2 | 1 | 10:4  | 10   |
| 3.     | Ferroviário       | 7    | 4 | 1 | 2 | 10:6  | 9    |
| 4.     | Guarany de Sobral | 7    | 3 | 2 | 2 | 10:6  | 8    |
| 5.     | Calouros do Ar    | 7    | 2 | 2 | 3 | 10:10 | 6    |
| 6.     | Tiradentes        | 7    | 2 | 1 | 4 | 8:11  | 5    |
| 7.     | Quixadá           | 7    | 2 | 0 | 5 | 4:11  | 4    |
| 8.     | América           | 7    | 1 | 1 | 5 | 5:16  | 3    |

|  | Geplaatst voor finaleronde |

## Finaleronde
| Plaats | Club              | Wed. | W | G | V | Saldo | Ptn. |
| ------ | ----------------- | ---- | - | - | - | ----- | ---- |
| 1.     | Ferroviário       | 2    | 1 | 1 | 0 | 3:1   | 3    |
| 2.     | Ceará             | 2    | 0 | 2 | 0 | 0:0   | 2    |
| 3.     | Guarany de Sobral | 2    | 0 | 1 | 1 | 1:3   | 1    |

### Kampioen
| Campeonato Cearense de 1970     |
| Ceará                           |
| ------------------------------- |
| FERROVIÁRIO Kampioen (5° titel) |